# Hermann Ludwig von Jan
Hermann Ludwig von Jan (* 22. Mai 1851 in Frankfurt am Main; † 13. Oktober 1908 am Kap Peniunis (?) (Insel St. Mary’s), Scilly-Inseln, Cornwall, England, Großbritannien) war ein deutscher Historiker, Sachbuchautor und Publizist, Schriftsteller und Übersetzer.

## Leben
Hermann Ludwig von Jan, ein promovierter Philologe, der einer katholischen Familie entstammte, war in Straßburg als Privatgelehrter tätig, seit 1900 im Rang eines Professors. Er verstand es, geschichtswissenschaftliche Texte über Epochen, Geschehnisse und Personen durch graphische Ausgestaltung, Anreicherung mit Bildmaterial und humorvollen Schreibstil in perfekt lesbare Unterhaltungsliteratur umzuwandeln. Aus persönlichen Gründen pflegte er seine belletristischen Ausarbeitungen, deren Themen schwerpunktmäßig die Kulturgeschichte des Elsass betrafen, unter dem Pseudonym  Hermann Ludwig in Druck gehen zu lassen.
Mit seiner ausführlichen Biographie über den elsässischen Komponisten und Musiktheoretiker Johann Georg Kastner (1810–1867) schuf er sich einen bleibenden Namen als Musikhistoriker. Seine zu Büchern verarbeiteten Momentaufnahmen aus der Geschichte der Stadt Straßburg sind bis heute nützliche Nachschlagewerke.
Als Konservativer geißelte er die Parteigänger der Französischen Revolution mit einem Essay über eine während der Phase der elsässischen Gegenrevolution (1789–1793) im Mai 1790 von dem Landgrafen Ludwig X. von Hessen-Darmstadt trotz der Beschlüsse der Nationalversammlung vom 4. August 1789 vorgenommenen Huldigungsreise in dem im Elsass gelegenen Teil seiner Grafschaft Hanau-Lichtenberg, der nun unter französischer Oberhoheit stand. Über die mutige Reise des jungen Landgrafen, die auch in der französischsprachigen Literatur erwähnt wird,  hatte 1790 schon der geographische Schriftsteller und Reisebericht-Sammler Theophil Friedrich Ehrmann (1762–1811), Zeitzeuge der Französischen Revolution, unter dem Titel Briefe eines reisenden Deutschen über das Elsass und besonders über die Aufnahme des Herrn Landgrafen von Hessen-Darmstadt in seinen dort gelegenen Staaten berichtet.
Er vermählte sich am  9. April 1881 in Leipzig in erster Ehe  mit der katholischen Bertha (Maria Catharine Alberta Wilhelmine Feodora) von Jan, geborene von Ziegler und Klipphausen (* 1854 in Rybnik, Oberschlesien; † 1894). Aus dieser Ehe ging der Sohn Eduard von Jan (1885–1971) hervor. Jan starb 1908 im Alter von 57 Jahren durch einen Unfall auf den Scilly-Inseln am Ärmelkanal, südwestlich des Festlands von Cornwall in Großbritannien.

### Mitgliedschaften
- Mitglied des Photographischen Klubs, Straßburg[7]

## Werke (Auswahl)
- Ein Strassburger Bürgergespräch über die deutsche Sprache. In: Das Magazin für die Literatur des In- und Auslandes. 50. Jahrgang, Nr. 44, vom  29. Oktober,  Leipzig 1881, S. 637–640  (books.google.de)
- Johann Georg Kastner, ein elsässischer Tondichter, Theoretiker und Musikforscher. Sein Werden und Wirken. Drei Teile in zwei Bänden, mit Illustrationen und Faksimiles, Breitkopf & Härtel, Leipzig 1886.[8]
  - Band 1: Erster Teil „Werden“ (books.google.de)
  - Band 2: Zweiter Teil „Wirken“, Erste Hälfte (1835–1848) (books.google.de)
  - Band 3: Zweiter Teil „Wirken“, Zweite Hälfte (1849–1867) (books.google.de)
- Erzählungen aus dem Wasgau, Grunow, Leipzig 1887 (books.google.de)
- Vom elsässer Wein. In: Wissenschaftliche Beilage der Leipziger Zeitung. Nr. 72, vom Sonnabend, den 10. September 1887, S. 429–434 (books.google.de)
- Straßburg vor hundert Jahren. Ein Beitrag zur Kulturgeschichte. Stuttgart 1888 (books.google.de)
- Deutsche Kaiser und Könige in Straßburg. Friedrich Bull, Straßburg 1889 (books.google.de)
- Der Tempel der Vernunft in Straßburg. Zeitgenössische Schilderungen und Belege. In: Wissenschaftliche Beilage der Leipziger Zeitung. Nr. 73, vom Donnerstag, den 19. Juni 1890, S. 289–292 (books.google.de)
- Die letzte Huldigung des Hanauer Ländels an seinen Landesherrn (27. – 29. Mai 1790). Ein Beitrag zur Geschichte Ludwigs (X) I von Hessen-Darmstadt und der hessischen Besitzungen im Elsass. Zeitgenössische Schilderung. C. F. Schmidt, Straßburg 1890.[9][10]
- Von der alten und der jungen Hochschule. In: Burschenschaftliche Blätter. Nr. 6, Straßburg 1890 [betrifft auch Goethe].
- Das Elsass zur Karolingerzeit. Nachweise zur Ortskunde und Geschichte des Besitzes der reichsländischen Vorzeit.  In: Zeitschrift für die Geschichte des Oberrheines. Neue Folge, Band VII, Freiburg i. B. 1892, S. 193–248 (books.google.de)
- Vom Dienste der Göttin Vernunft im Elsaß. Zum 6. December. In: Wissenschaftliche Beilage der Leipziger Zeitung. Nr. 145, vom Dienstag, den 5. Dezember 1893, S. 577–579 (books.google.de)
- Elsässische Gedächtnistage. Geistliches und Weltliches aus der heimischen Vergangenheit für die zwölf Monate des Jahres. Straßburg 1894 (194 Seiten, ist Sonderdruck aus „Der Elsässer“).
- Das Elsass im Jahr 1793. Zeitgenössische Belege gesammelt und als Jahrbuch geordnet. Straßburg 1894 (550 Seiten, ist Sonderdruck aus „Der Elsässer“).